# Wingful of Eyes
 Wingful of Eyes  is het twaalfde album van de Brits/Franse spacerockband Gong. Het verscheen in 1986 en is een verzamelalbum met in de jaren zeventig uitgebracht werk van Gong. De tracks zijn afkomstig van Shamal, Gazeuse! en Expresso II.

## Nummers
1. "Heavy Tune"
2. "Cat In Clark's Shoes"
3. "Night Illusion"
4. "Golden Dilemma"
5. "Wingful Of Eyes"
6. "Three Blind Mice"
7. "Expresso"
8. "Soli"
9. "Shadows Of"
10. "Mandrake"
11. "Bambooji"